# Hormona peptídica vegetal
Les hormones peptídiques vegetals són un grup de fitohormones peptídiques.
El senyalament peptídic té un paper significatiu en diversos aspectes del creixement i desenvolupament de les plantes i s'han identificat receptors espècífics per a diversos pèptids tenint el paper quinases receptores localitzades en les membranes. Els pèptids senyalitzadors inclouen membres de les següents famílies de proteïnes: 
- Sistemina — funciona com a senyal a llarga distància contra els danys provocats pels herbívors.[1]

- Família pèptida CLV3/ESR —[2]

- ENOD40 — un gen nodulina.[3][4][5][6]
- Fitosulfoquina (PSK) .[7][8]

- POLARIS (PLS) .[9]

- Factor d'alcalinització ràpida (RALF) —[10]

- SCR/SP11 .[11][12][13]
- ROTUNDIFOLIA4/DEVIL1 (ROT4/DVL1) .[14][15]

- Deficient inflorescència en abscisió (IDA) .[16]